# Zbytki (Smogorzów)
Zbytki – przysiółek wsi Smogorzów w Polsce, położony w województwie opolskim, w powiecie namysłowskim, w gminie Namysłów.
Wchodzi w skład sołectwa Smogorzów.
W latach 1975–1998 przysiółek administracyjnie należał do ówczesnego województwa opolskiego.
W przysiółku nie ma zabudowy.